# بوستینا
بوستینا (به بلغاری: Bostina) یک منطقهٔ مسکونی در بلغارستان است که در استان اسمولیان واقع شده‌است.
 بوستینا ۴٬۷۷۱ کیلومتر مربع مساحت و ۱۳۷ نفر جمعیت دارد و ۹۳۰ متر بالاتر از سطح دریا واقع شده‌است.